# Nova Alvorada (Comodoro)
Nova Alvorada é um distrito do município de Comodoro, no Mato Grosso . O distrito possui  cerca de 1 000 habitantes e está situado na região oeste do município na margem esquerda do Rio Margarida.

## História
Nova Alvorada foi o primeiro nome que antecedeu ao de Comodoro. O vilarejo ganhou foro de distrito de Vila Bela da Santíssima Trindade através da Lei nº 3.868, de 6 de junho de 1977 . Dois anos mais tarde outro povoado ganha destaque naquela região, Novo Oeste, que tomou para si a prerrogativa de distrito, fazendo com que Nova Alvorada retornasse a condição de povoado (Lei nº 4.091). Comodoro teve incremento a partir de 1983, graças a incentivos fiscais, empréstimos e programas do Governo Federal que propiciaram o estabelecimento da região como uma das fronteiras agrícola de Mato Grosso. Com o crescimento permitiu-se a afirmação política de Comodoro, tendo absorvido a sede distrital de Novo Oeste, através da Lei nº. 4.636, de 22 de março de 1985. A Lei nº. 5.000, de 13 de maio de 1986, de autoria do deputado Francisco Monteiro e sancionada pelo governador Júlio Campos criou o Município de Comodoro, desmembrado do município de Vila Bela da Santíssima Trindade, absorvendo em seu território o Distrito de Nova Alvorada.

## Hidrografia

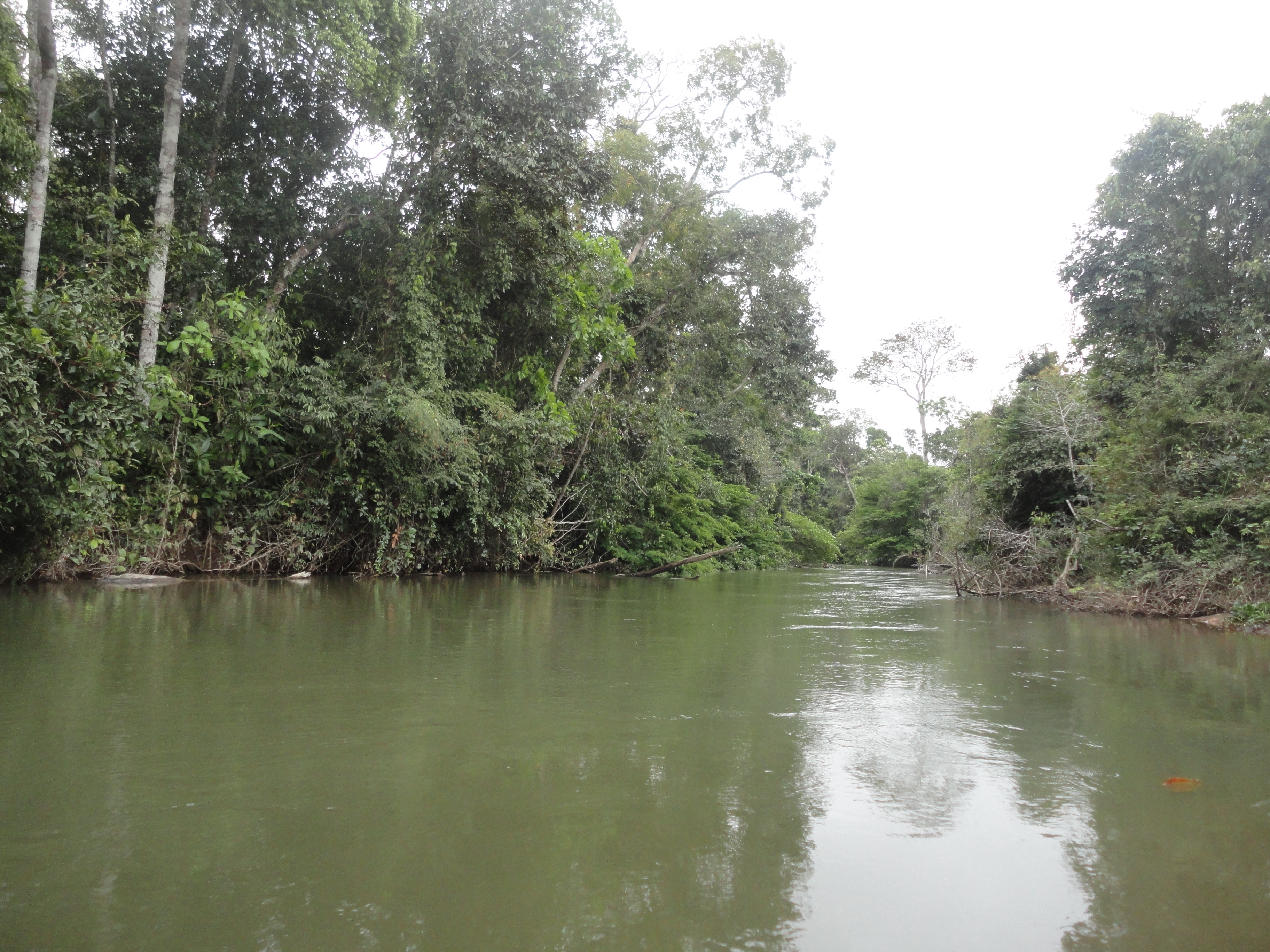
Rio Margarida próximo ao distrito de Nova Alvorada

Quanto à hidrografia, a sede do Distrito está localizada na margem esquerda do Rio Margarida, principal afluente do rio Guaporé nascido e localizado inteiramente dentro do município de Comodoro.

### Sub-bacia do Guaporé
O rio Guaporé serve de fronteira entre Brasil e Bolívia nesta localidade. Dentre os seus afluentes localizados em Comodoro destaca-se o Rio Margarida, o Rio Piolho ou Quariterê e principalmente o Rio Cabixi, que serve de fronteira entre Mato Grosso e Rondônia.
Compreende uma região com grandes extensões de “várzeas” inundadas nos períodos de cheia. Essas áreas são propícias à formação de lagoas marginais, onde se reproduzem muitas espécies de peixes. Apresenta outros trechos com corredeiras que podem ser utilizadas na produção de energia.

## Educação
A Escola Estadual de I e II Graus Deputado Djalma Carneiro da Rocha oferece aos habitantes as modalidades de Ensino Fundamental e Médio nas moralidades Regular e Eja, além do Ensino Médio Integrado (EMIEP Agroecologia) e atende outras cinco extensões dentro do Município:
• Fazenda Estrela do Guaporé (Ensino Fundamental);
• Gleba Águas Claras (Ensino Médio);
• Gleba Macuco (Ensino Médio);
• Gleba Noroagro (Ensino Médio);
• Gleba Colônia dos Mineiros (Ensino Médio).